# Amtsbezirk Kalvarija
Amtsbezirk Kalvarija (lit. Kalvarijos seniūnija) ist ein Amtsbezirk in der Gemeinde Kalvarija, Litauen.

## Geschichte
1738 wird der Amtsbezirk Kalvarija urkundlich erwähnt. Bis zum 21. Dezember 1999 lag er im Rajon Marijampolė. Nach der Gemeindereform in Litauen kam der östliche Teil des Amtsbezirk Bartninkai (Rajongemeinde Vilkaviškis) hinzu. Am 5. Mai 2000 wurde ein Teil des Amtsbezirks Kalvarija an den neuen Amtsbezirk Akmenynai abgegeben.
2001 lebten hier 5242 Einwohner in 89 Dörfern. 2009 gab es 10.332 Einwohner, eine Stadt (Kalvarija) und 87 Dörfer. Im größten Dorf Jungėnai leben 929 Einwohner. 2011 hatte der Amtsbezirk Kalvarija 9115 Einwohner.

## Verwaltung
- 2006–2009: Liuda Bučinskienė
- seit 2009: Vilija Remeikienė